# Je serai (ta meilleure amie)
Singles de Lorie
Près de moi
(2001) Toute seule
(2002)
Je serai (ta meilleure amie) est une chanson issue de l'album Près de toi de Lorie. Il s'agit du second single de l'album qui s'est vendu à plus de 300 000 exemplaires et a été certifié disque d'or en France en 2001 avec 250 000 ventes certifiées. Il est resté 22 semaines consécutives dans le classement français des ventes de singles.
Le titre est présent sur l'album Près de toi, le Best of, et sur les supports des concerts Live Tour 2003, et Week End Tour. Une édition limitée contient en plus un poster de Lorie.

## Clip vidéo
Le clip a été tourné au Mexique et réalisé par Vincent Egret. Dans le clip apparait la meilleure amie de Lorie.

## Liste des pistes
- CD single + édition limitée

1. Je serai (Radio Edit) – 3:28
2. Je serai (Groove Radio Mix) – 3:24

+  édition limitée qui contient un poster
- Téléchargement digital

1. Je serai (Radio Edit) – 3:28
2. Je serai (Groove Radio Mix) – 3:23
3. Je serai (Version Instrumentale) – 4:04

- DVD Single

1. je serai  (clip vidéo) - 3:40

## Classements et certifications
| Pays          | Meilleure position | Semaines dans le classement |
| ------------- | ------------------ | --------------------------- |
| France        | 5                  | 22                          |
| Belgique (Fr) | 5                  | 20                          |
| Suisse        | 25                 | 8                           |

| Pays          | Position  |
| ------------- | --------- |
| France,       | 37 (2001) |
| France,       | 58 (2002) |
| Belgique (Fr) | 68 (2002) |

### Certifications et ventes
| Pays     | Certification | Date             | Ventes certifiées | Ventes réelles |
| -------- | ------------- | ---------------- | ----------------- | -------------- |
| France   | Or            | 18 décembre 2001 | 250 000           | + 307 000      |
| Belgique | Or            | 14 janvier 2002  | 20 000            | —              |